# Stelică Morcov
Stelică Morcov (Azuga, Rumania, 1 de noviembre de 1951) es un deportista rumano retirado especialista en lucha libre olímpica donde llegó a ser medallista de bronce olímpico en Montreal 1976.

## Carrera deportiva
En los Juegos Olímpicos de 1976 celebrados en Montreal ganó la medalla de bronce en lucha libre olímpica de pesos de hasta 90 kg, tras el luchador soviético Levan Tediashvili (oro) y el estadounidense Ben Peterson (plata).